# دونغ يانغ (لاعب كرة قدم)
دونغ يانغ (بالصينية: 董阳) (14 يناير 1983 ببكين في الصين - ) هو لاعب كرة قدم صيني في مركز الدفاع. لعب مع شانغهاي غرينلاند شينهوا ونادي غويزهو رينهي ونادي شانغهاي بودونغ لكرة القدم وBeijing Sport University F.C. ‏.

## وصلات خارجية
- دونغ يانغ على موقع قاعدة بيانات كرة القدم.إي يو (الإنجليزية)